# Lipowcy
Lipowcy – osiedle typu miejskiego w Rosji, w Kraju Nadmorskim. W 2010 roku liczyło 6402 mieszkańców.